# 트롬분
트롬분(tromboon)은 트롬본에 트롬본 마우스피스 대신 바순의 리드와 보컬을 달아 두 악기의 안 좋은 점(리드와 슬라이드)만을 결합한 악기이다. 보컬은 바순의 리드와 몸체를 연결해 주는 금속 관이다. ‘트롬분(tromboon)’이라는 이름은 트롬본(trombone)과 바순(bassoon)을 합친 혼성어이다. 음색은 크고 우스꽝스럽다. P. D. Q. 바흐의 오라토리오 《양념》(The Seasonings)과 《세레누드》(Serenude)에 쓰인다.

## 사진

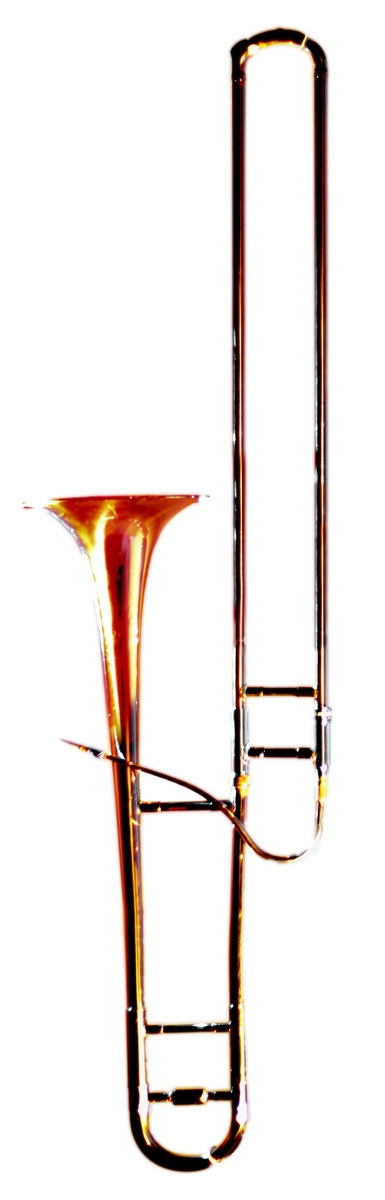
트롬분
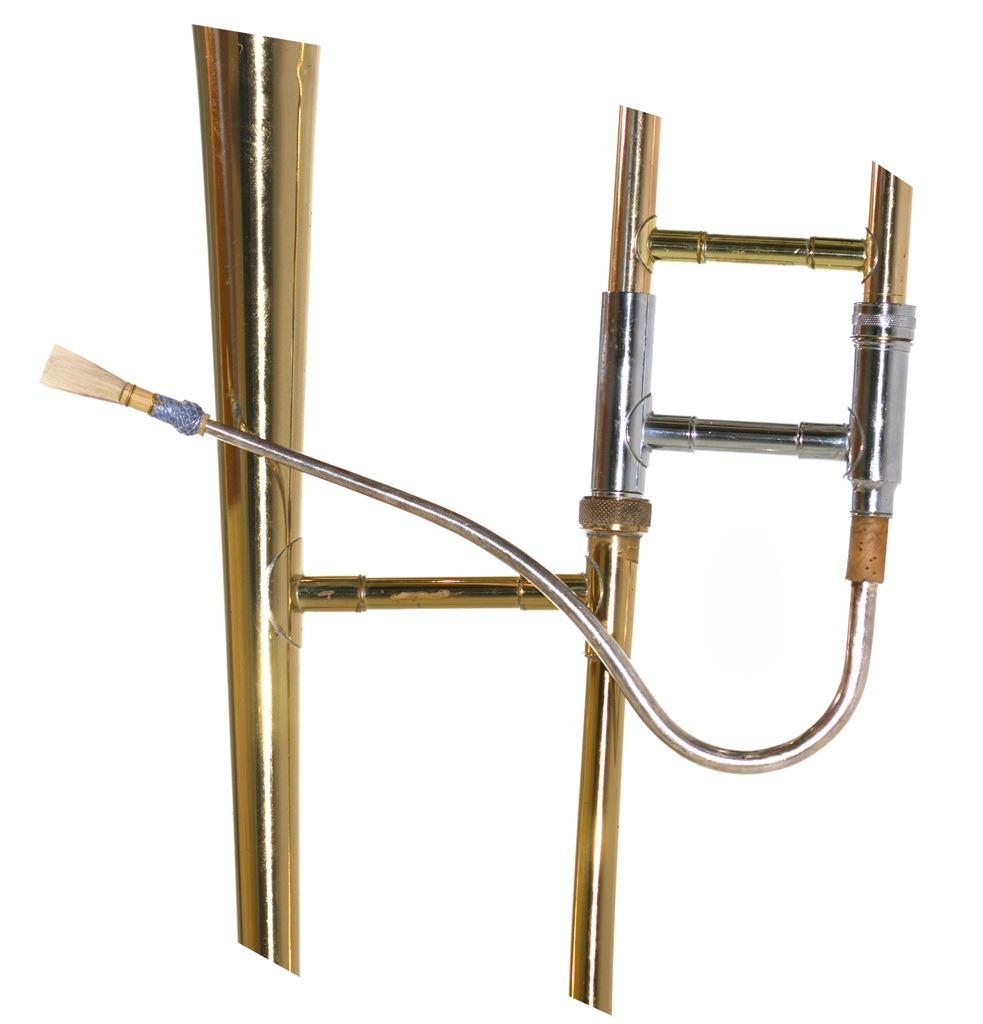
트롬본에 연결된 바순의 보컬
- 트롬분 소리

## 같이 보기
- P. D. Q. 바흐